# Ernst-Günter Krenig
Ernst-Günter Krenig (* 5. August 1929 in Würzburg; † 15. Dezember 2016) war ein deutscher Historiker.
Er studierte Fächer Geschichte, Deutsch und Erdkunde. Er wurde in mittelalterlicher Geschichte und historischen Hilfswissenschaften promoviert bei Otto Meyer.  Er war Gymnasiallehrer, zuletzt Studiendirektor, am Wirsberg-Gymnasium. 2006 wurde er mit der Aventinus-Medaille des Verbandes bayerischer Geschichtsvereine ausgezeichnet.

## Schriften (Auswahl)
- Mittelalterliche Frauenklöster nach den Konstitutionen von Cîteaux unter besonderer Berücksichtigung fränkischer Nonnenkonvente. Dissertation Universität Würzburg 1954, (online).
- Die Bibliothek des Alten Gymnasiums Würzburg. Würzburg 1957/1958.
- Bad Kissingen. Bilder aus seiner Geschicht. Würzburg 1964, OCLC 785537224.
- Münnerstadt, ein Streifzug durch seine Geschichte. Münnerstadt 1970, OCLC 1121163715.
- als Hrsg. mit Peter Kolb: Unterfränkische Geschichte. 5 Teile in 7 Bänden. Echter, Würzburg 1989–2002.
- Studien zur Geschichte des Alten Gymnasiums in Würzburg. Würzburg 1996, OCLC 74990695.